# Dům Löwy
Dům Löwy je měšťanský dům na náměstí Krále Jiřího z Poděbrad v Chebu, pojmenovamý podle majitele známé lékárny Eduardu Löwym, jenž dům vlastnil v 16. století. Do současné novoklasicistní podoby byl přestavěn v 19. století.
Dům je typický svou širokou zdobnou fasádou v neoklasicistním stylu s prvky rané italské renesance.